# Wakefield Trinity Wildcats
Wakefield Trinity Wildcats är en rugbyklubb som spelar i Super League (Europe). Den bildades som Wakefield Trinity Club 1873.